# DevilDriver
DevilDriver je americká metalová kapela, která vznikla v roce 2002, kdy se spolu setkali Evan Pitts a Dez Fafara (frontman Coal Chamber).
Vzhledem k problémům v kapele se Fafara rozhodl Coal Chamber opustit a založil v Santa Barbaře novou skupinu pod názvem Deathride, ve které působili kytaristé Evan Pitts a Jeff Kendrick, baskytarista Jon Miller a bubeník John Boecklin. V tomto složení připravili materiál pro debutové album a vyrazili na první show. Později skupina kvůli problémům s autorskými právy změnila svůj název na DevilDriver (pojem DevilDriver byl údajně určen pro zvonky, které používaly čarodějky k odehnání zla).
Stejnojmenné debutové album vyšlo 23. října 2003 pod hlavičkou Roadrunner Records. Po vydání alba kapelu opustil kytarista a zakládající člen Evan Pitts a byl nahrazen kytaristou Mikem Spreitzerem.

## Členové
- Dez Fafara – zpěv
- Mike Spreitzer – kytara
- Jeff Kendrick – kytara
- Chris Towning – baskytara
- John Boecklin – bicí, studiová kytara

### Dřívější členové
- Evan Pitts – kytara
- Jon Miller – baskytara

## Diskografie

### Řadová alba
- DevilDriver (2003)
- The Fury of Our Maker's Hand (2005)
- The Last Kind Words (2007)
- Pray for Villains (2009)
- Beast (2011)
- Winter Kills (2013)
- Trust No One (2016)
- Outlaws 'til the End: Vol. 1 (2018)

### EP desky
- Head on to Heartache (2008)